# Lamyra rossi
Lamyra rossi är en tvåvingeart som beskrevs av H. Oldroyd 1974. Lamyra rossi ingår i släktet Lamyra och familjen rovflugor.
Artens utbredningsområde är Angola. Inga underarter finns listade i Catalogue of Life.